# Armorial des familles basques (Oa - On)
Cet article décrit l'armorial des familles basques par ordre alphabétique et concerne les familles dont les noms commencent par les lettres « Oa » successivement jusqu’à « On ».

## Oa
Famille Oa (Guipuscoa) :
| Blason | Blasonnement : De gueules à la bande de trois losanges d'or engoulée de deux têtes de dragons de sinople, accostée de trois fleurs de lys d'or, 2 en chef et 1 en pointe. Note : Les blasonnements de cette page sont tous issus de cet ouvrage qui cite également d'autres sources. Note : Ce blasonnement est incomplet et/ou incohérent. Commentaires : Ancienne maison d'armes, du nom de Oa-Andia. À Usurbil, près de Saint-Sébastien. |

Famille Oa (Dima) :
| Blason | Blasonnement : Parti, au 1 d'or à la fleur de lys d'azur ; au 2 de gueules à la bande d'or. Note : Les blasonnements de cette page sont tous issus de cet ouvrage qui cite également d'autres sources |

Famille Oarriz (Guipuscoa) :
| Blason | Blasonnement : D'azur à l'arbre de sinople, au chaudron de sable pendant d'une branche sur un brasier. Note : Les blasonnements de cette page sont tous issus de cet ouvrage qui cite également d'autres sources. Commentaires : Maison noble d'Hernani. * Il y a là non-respect de la règle de contrariété des couleurs : ces armes sont fautives (sinople/azur). |

## Ob
Famille Obaldia (Navarre) :
| Blason | Blasonnement : D'argent à l'écusson de gueules chargé de treize étoiles d'or, accompagné de deux châteaux au naturel sur des ondes d'azur et d'argent, un en chef et un en pointe. Note : Les blasonnements de cette page sont tous issus de cet ouvrage qui cite également d'autres sources. |

Famille Obanos (Navarre) :
| Blason | Blasonnement : Coupé, au 1 de gueules au loup passant d'argent ; au 2 d'argent au loup passant de sable. Note : Les blasonnements de cette page sont tous issus de cet ouvrage qui cite également d'autres sources ; Commentaires : Maison noble à Obanos. |

## Oc
Famille Ocaranza (Guipuscoa) :
| Blason | Blasonnement : D'argent à trois loups de sable, lampassés de gueules et posés en pal, à la bordure de gueules chargée de huit coquilles d'or. Note : Les blasonnements de cette page sont tous issus de cet ouvrage qui cite également d'autres sources Commentaires : Maison noble de Apozaga près de Bergara dont était le seigneur, en 1407, Lope Fernandez de Ocarana. |

Famille Ochandiano (Biscaye) 
| Blason | Blasonnement : De sinople à un griffon d'or rampant à la bordure componnée de huit pièces d'argent et de gueule alternées. |

Famille Ochoa (Donostia) :
| Blason | Blasonnement : Mantelé, aux 1 et 2 de gueules à la croix d'or ; au 3 d'or à l'arbre de sinople, au loup de sable au pied. Note : Les blasonnements de cette page sont tous issus de cet ouvrage qui cite également d'autres sources Commentaires : Note : Ce blasonnement est incomplet et/ou incohérent. Il ne correspond pas à un Mantelé mais un Tiercé en pairle renversé. Le loup brochant ? à dextre ? Senestre ?. |

Famille Ochoa de Alda (Alava) :
| Blason | Blasonnement : D'argent à l'arbre de sinople, et deux loups de sable brochants sur le tronc. Note : Les blasonnements de cette page sont tous issus de cet ouvrage qui cite également d'autres sources Commentaires : Famille d'Alava, établie à Piedramillera, à l'ouest d'Estella, en Navarre. |

Famille Ochobi (Basse-Navarre) :
| Blason | Blasonnement : D'or à deux loups de sable, armés et lampassés de gueules, posés l'un sur l'autre ; et une bordure de gueules chargée de neuf (alias : huit) flanchis d'or. Note : Les blasonnements de cette page sont tous issus de cet ouvrage qui cite également d'autres sources,. Commentaires : Famille établie en Haute et Basse-Navarre et en Argentine. |

Famille Ocindegui (Labourd) :
| Blason | Blasonnement : D'or au cerisier de sinople fruité d'argent. Note : Les blasonnements de cette page sont tous issus de cet ouvrage qui cite également d'autres sources. Commentaires : Famille connue à Sare au début du XVIIe siècle. |

## Od
Famille Odi (Labourd) :
| Blason | Blasonnement : De gueules au château d'or soutenu d'une onde d'azur et d'argent. Alias ; d'azur au château d'or accompagné de trois fleurs de lys d'argent. Alias : d'or à sept pommes de gueules à deux feuilles du même chacune, 3, 1 et 3. Note : Les blasonnements de cette page sont tous issus de cet ouvrage qui cite également d'autres sources |

## Og
Famille Ogier (Basse-Navarre) :
| Blason | Blasonnement : D'argent à trois trèfles de sable, 2 et 1. Note : Les blasonnements de cette page sont tous issus de cet ouvrage qui cite également d'autres sources. Commentaires : Famille d'origine française. Pierre-François Ogier, seigneur de Heranville, Herville et autres lieux, était conseiller d'État. |

## Oh
Famille Ohix (d') (Mauléon) :
| Blason | Blasonnement : Note : Les blasonnements de cette page sont tous issus de cet ouvrage qui cite également d'autres sources ; Commentaires : Famille de Mauléon, pourvue de l'office de bailli royal de cette ville. |

## Ol
Famille Olabarria (Biscaye) :
| Blason | Blasonnement : Écartelé en sautoir, aux 1 et 4 d'or au château au naturel ; aux 2 et 3 d'azur au losange d'argent. Note : Les blasonnements de cette page sont tous issus de cet ouvrage qui cite également d'autres sources Commentaires : Ancien lignage dont la maison souche se trouvait à Ceánuri, près de Durango. Une autre maison existait dans la vallée d'Orozco. |

Famille Olagarros (Baztan) :
| Blason | Blasonnement : Échiqueté d'argent et de sable, qui sont les armes de la vallée. Note : Les blasonnements de cette page sont tous issus de cet ouvrage qui cite également d'autres sources |

Famille Olagaray (Irun) :
| Blason | Blasonnement : D'or au chêne de sinople, terrassé du même, accompagné de deux fers de lance d'azur à dextre. Alias : d'or au cor de chasse de sable, virolé de gueules. Note : Les blasonnements de cette page sont tous issus de cet ouvrage qui cite également d'autres sources Commentaires : Maison d'Oiartzun qui essaima dans tout le Pays Basque nord, mais aussi en Argentine et Uruguay. |

Famille Olaiz (Navarre) :
| Blason | Blasonnement : D'argent à cinq loups passants de sable posés en sautoir ; à la bordure d'azur chargée de huit fleurs de lys d'or. Alias : d'or à une chaîne de sable posée en fasce, accompagnée en chef d'une croisette fleurdelisée de gueules. Note : Les blasonnements de cette page sont tous issus de cet ouvrage qui cite également d'autres sources Commentaires : Maison noble de la vallée d'Olaibar. Une autre maison de ce nom existe à Oiartzun, en Guipuscoa. |

Famille Olaizola (Oiartzun) :
| Blason | Blasonnement : D'or au chêne arraché de sinople, au sanglier passant de sable brochant sur le fût. Note : Les blasonnements de cette page sont tous issus de cet ouvrage qui cite également d'autres sources Commentaires : Famille originaire de la maison Olaizola, quartier Ergoien, à Oiartzun, et représentée en Labourd dès le XVIIIe siècle. |

Famille Olalde (Oiartzun) :
| Blason | Blasonnement : Coupé, au 1 d'or à l'arbre de sinople ; au 2 de gueules à cinq coquilles d'argent posées en sautoir. Note : Les blasonnements de cette page sont tous issus de cet ouvrage qui cite également d'autres sources Commentaires : Armes de la maison Olalde d'Oiartzun. |

Famille Olalde (Oñate) :
| Blason | Blasonnement : Écartelé, aux 1 et 4 d'argent au lion rampant de gueules, couronné du même ; aux 2 et 3 d'azur coupé d'or. Note : Les blasonnements de cette page sont tous issus de cet ouvrage qui cite également d'autres sources Commentaires : Très ancienne famille d'Oñate. Pedro de Olalde el Mozo et Martin Ruiz de Olalde étaient habitants de cette ville en 1461. |

Famille Olano (Alava) :
| Blason | Blasonnement : De gueules à la croix fleurdelisée d'or cantonnée de quatre fleurs de lys d'or. Note : Les blasonnements de cette page sont tous issus de cet ouvrage qui cite également d'autres sources Commentaires : La maison souche de cette famille semble avoir été a Cigoilia, près de Vitoria. D'autres maisons furent fondées en Guipuscoa, a Legazpia et Abalcisqueta. |

Famille Olariene (Oiartzun) :
| Blason | Blasonnement : De gueules au château de pierre au naturel, avec pont-levis ; à la bordure de gueules séparée du champ par un filet d'or, chargée de huit coquilles d'or. Note : Les blasonnements de cette page sont tous issus de cet ouvrage qui cite également d'autres sources |

Famille Olarria (Guipuscoa) :
| Blason | Blasonnement : Écartelé en sautoir, aux 1 et 4 d'or à l'arbre arraché de sinople ; aux 2 et 3 losangé d'argent et d'azur. Note : Les blasonnements de cette page sont tous issus de cet ouvrage qui cite également d'autres sources Commentaires : Maison d'Usurbil, près de Donostia. |

Famille Olaso (Guipuscoa) :
| Blason | Blasonnement : D'or à trois feuilles de peuplier d'azur. Alias : coupé, au 1 les armes ci-dessus ; au 2 de gueules au loup de sable enfermé dans une cage d'argent. Note : Les blasonnements de cette page sont tous issus de cet ouvrage qui cite également d'autres sources, Commentaires : Ancienne famille d'Elgoibar. Les Olaso sont représentés en Labourd, à Saint-Pée-sur-Nivelle, Sare et Saint-Jean-de-Luz. |

Famille Olazabal (Aya) :
| Blason | Blasonnement : D'or au chêne de sinople, au sanglier de sable passant au pied de l'arbre ; à la bordure de gueules chargée de huit besants d'argent. Note : Les blasonnements de cette page sont tous issus de cet ouvrage qui cite également d'autres sources ; Commentaires : Armes de la maison de Aya. |

Famille Olazabal (Guipuscoa) :
| Blason | Blasonnement : D'azur à une chaîne d'or posée en bande, accostée de deux coquilles du même (armes primitives). Note : Les blasonnements de cette page sont tous issus de cet ouvrage qui cite également d'autres sources ; Commentaires : Ancien lignage de Aya, près de Tolosa, dont les membres les plus anciennement connus auraient contribué à la prise de Séville à la suite du roi Ferdinand III le Saint, roi de Castille en 1217. Des maisons de ce nom existent à Azpeitia, Zestona, Rentería, Ezquioga et Tolosa. Selon la tradition, les chaînes d'or furent gagnées par Sébastien de Olazabal qui participa à la bataille de Las Navas de Tolosa, en 1212, et qui aurait rompu les chaînes entourant la tente du roi maure. |

Famille Olazabal (Irun) :
| Blason | Blasonnement : D'or au chêne de sinople, au sanglier de sable brochant le fût de l'arbre, et la cime de l'arbre accompagnée de trois feuilles de peuplier de gueules, 1 et 2 (selon le certificat daté de 1671). D'or au chêne de sinople, fruité d'or, un sanglier passant de sable, allumé d'argent, brochant sur le fût, un homme vêtu d'azur, chaussé de sable, se tenant devant l'animal et l'attaquant avec un javelot de gueules, et la cime de l'arbre accompagnée de trois feuilles de peuplier de gueules (armes véritables selon un certificat de Jéronimo de Villa en 1642). Note : Les blasonnements de cette page sont tous issus de cet ouvrage qui cite également d'autres sources Commentaires : Le premier blasonnement est daté de 1671, selon le certificat de Juan de Mendoza, roi d'armes de Philippe IV et de Charles II. Le second blasonnement seraient les armes véritables selon un certificat de Jeronimo de Villa, en 1642. |

Famille Olazaran (Guipuscoa) :
| Blason | Blasonnement : D'argent au lion rampant d'azur accompagné en chef d'une croisette fleurdelisée de gueules. Note : Les blasonnements de cette page sont tous issus de cet ouvrage qui cite également d'autres sources, Commentaires : Maison noble à Oñate où est cité Pedro de Olazaran en 1388. |

Famille Olce (d') (Basse-Navarre) :
| Blason | Blasonnement : De gueules à trois chevrons d'or accompagnés au canton dextre du chef d'une étoile d'argent. Note : Les blasonnements de cette page sont tous issus de cet ouvrage qui cite également d'autres sources ; Commentaires : Ancienne famille continuée par les La Lande, issue des Luxe dont ils portent les armes. En 1376, un d'Olce figure comme homme d'armes dans la compagnie du seigneur de Luxe. |

Famille Olcoz (Navarre) :
| Blason | Blasonnement : Écartelé, aux 1 et 4 d'or à quatre fasces de gueules, qui est de Maquerriain ; aux 2 et 3 d'argent à trois fasces ondées d'azur, qui est d'Arbelza. Note : Les blasonnements de cette page sont tous issus de cet ouvrage qui cite également d'autres sources Commentaires : Maison noble à Olcoz, dont elle prit le nom. |

Famille Oleaga (Guipuscoa) :
| Blason | Blasonnement : D'or à une croix fleurdelisée de gueules. Note : Les blasonnements de cette page sont tous issus de cet ouvrage qui cite également d'autres sources Commentaires : Ancien lignage d'Uribarri, près de Mondragon, établi en Biscaye, à Gatica, près de Bilbao. Confirmation de noblesse à Valladolid en 1776. |

Famille Olette (Labourd) :
| Blason | Blasonnement : De gueules à douze besants d'argent. Alias : d'argent à trois tourteaux d'azur. Note : Les blasonnements de cette page sont tous issus de cet ouvrage qui cite également d'autres sources Commentaires : Maison d'Urrugne. |

Famille Olhonce (Basse-Navarre) :
| Blason | Blasonnement : Écartelé, aux 1 et 4 d'or à une quintefeuille d'azur ; aux 2 et 3 de gueules à la tour d'argent (armes des Logras, marquis d'Olhonce). Note : Les blasonnements de cette page sont tous issus de cet ouvrage qui cite également d'autres sources ; Commentaires : Maison à Çaro, en Pays de Cize. |

Famille Olives (Bayonne) :
| Blason | Blasonnement : D'azur à une croix de Lorraine fleuronnée d'or ; parti d'or à l'arbre de sinople terrassé de sable. Note : Les blasonnements de cette page sont tous issus de cet ouvrage qui cite également d'autres sources. Commentaires : Louis d'Olives, conseiller du roi, lieutenant particulier et criminel de Bayonne en 1698. |

Famille Ollarra (Basse-Navarre) :
| Blason | Blasonnement : D'argent au coq arrêté de gueules, becqué, langué et armé de gueules, posé sur des rochers sur une onde d'azur et d'argent ; à la bordure de gueules charge de treize étoiles d'or. Note : Les blasonnements de cette page sont tous issus de cet ouvrage qui cite également d'autres sources Commentaires : Armes parlantes. Oilarra signifie coq en basque. Note : Ce blasonnement est incomplet (manquent la couleur du coq, rocher). |

Famille Ollegui (Labourd) :
| Blason | Blasonnement : Écartelé, aux 1 et 4 d'or au sanglier passant de sable ; aux 2 et 3 d'azur à une étoile d'or. Alias : échiqueté d'or et d'azur. Note : Les blasonnements de cette page sont tous issus de cet ouvrage qui cite également d'autres sources Commentaires : Famille labourdine émigrée en Argentine. |

Famille Olleta (Navarre) :
| Blason | Blasonnement : D'or au chaudron de sable chargé d'une bande alaisée de gueules. Note : Les blasonnements de cette page sont tous issus de cet ouvrage qui cite également d'autres sources Commentaires : Maison noble du lieu d'Olleta à Leoz, au nord-est de Tafalla, qui fut l'une des premières de Navarre, nombre de ses membres étant ricombres du Royaume. |

Famille Ollo (Baztan) :
| Blason | Blasonnement : D'argent à la croix fleurdelisée de gueules cantonnée de quatre oiseaux de sable. Note : Les blasonnements de cette page sont tous issus de cet ouvrage qui cite également d'autres sources Commentaires : Maison noble à Arizkun et à Ollo. |

Famille Olloqui (Navarre) :
| Blason | Blasonnement : D'or à trois pals de sable ; à la bordure de gueules chargée de quatorze flanchis d'or. Note : Les blasonnements de cette page sont tous issus de cet ouvrage qui cite également d'autres sources Commentaires : Maison noble à Olloqui, dont elle prit le nom, en vallée d'Esteribar, près de Sangüesa. |

Famille Oloriz (Navarre) :
| Blason | Blasonnement : D'azur à quatre fasces ondées d'or. Note : Les blasonnements de cette page sont tous issus de cet ouvrage qui cite également d'autres sources. Commentaires : Une maison noble de ce nom existait dans le village d'Oloriz, sous le nom de San Juan. |

Famille Olzamendi (Navarre) :
| Blason | Blasonnement : D'argent à dix-sept divises (burèles) de gueules. Note : Les blasonnements de cette page sont tous issus de cet ouvrage qui cite également d'autres sources Commentaires : Maison noble à Barasoain, près de Tafalla. Note : Divise est une pièce héraldique qui est réduite à la moitié de sa largeur. On dit mieux burèle quand elle est en nombre. |

## On
Famille Oñatibia (Guipuscoa) :
| Blason | Blasonnement : De sinople au château d'or, ouvert d'azur*, sur une onde d'argent et d'azur*, la tour sommée d'un bras armé d'argent ; à la bordure d'or à la chaîne de sable. Note : Les blasonnements de cette page sont tous issus de cet ouvrage qui cite également d'autres sources Commentaires : Maison noble de Gaviria, près d'Azpeitia. * Il y a là non-respect de la règle de contrariété des couleurs : ces armes sont fautives. |

Famille Oñaz (Guipuscoa) :
| Blason | Blasonnement : D'or à sept cotices en bande de gueules (armes primitives). Note : Les blasonnements de cette page sont tous issus de cet ouvrage qui cite également d'autres sources Commentaires : Très ancien lignage d'Azpeitia, dont le palacio se trouvait à proximité de celui de Loyola. |

Famille Oñaz (Loyola) :
| Blason | Blasonnement : Parti, au 1 d'or à sept cotices en bande de gueules ; au 2 d'argent au chaudron de sable pendant à une chaîne du même et deux loups affrontés aussi de sable appuyés contre le chaudron, qui est Loyola. Note : Les blasonnements de cette page sont tous issus de cet ouvrage qui cite également d'autres sources Commentaires : Armes des Oñaz de Loyola à laquelle appartenait Ignace de Loyola. |

Famille Ondicola (Basse-Navarre) :
| Blason | Blasonnement : D'azur au château d'or adextré de trois canons (démontés ?) de sable poses en pal. Note : Les blasonnements de cette page sont tous issus de cet ouvrage qui cite également d'autres sources |

Famille Oneix (Pays de Mixe) :
| Blason | Blasonnement : D'or au chêne de sinople, au sanglier de sable brochant sur le fût. Note : Les blasonnements de cette page sont tous issus de cet ouvrage qui cite également d'autres sources Commentaires : La maison d'Oneix avait entrée aux États de Navarre. |

Famille Onizmendy (Soule) :
| Blason | Blasonnement : Note : Les blasonnements de cette page sont tous issus de cet ouvrage qui cite également d'autres sources ; Commentaires : Maison noble d'Abense-de-Bas, dont le seigneur est cité parmi les juges de la cour de Licharre en 1702-1703, 1712 et 1723. |